# 莱兹河畔圣叙尔皮斯
萊茲河畔圣叙尔皮斯（法語：Saint-Sulpice-sur-Lèze，法語發音：[sɛ̃ sylpis syʁ lɛz]）是法国上加龙省的一个市镇，属于米雷区。

## 地理
莱兹河畔圣叙尔皮斯（43°19'44"N, 1°19'19"E）面积13.97 平方千米，位于法国奧克西塔尼大區上加龙省，该省份为法国西南部内陆省份，西南端与西班牙接壤，自此顺时针与上比利牛斯省、热尔省、塔恩-加龙省、塔恩省、奥德省和阿列日省接壤。
与莱兹河畔圣叙尔皮斯接壤的市镇（或旧市镇、城区）包括：莱兹河畔莱扎、欧里巴伊、埃斯佩尔斯、拉格拉斯迪约、蒙托、蒙加赞。

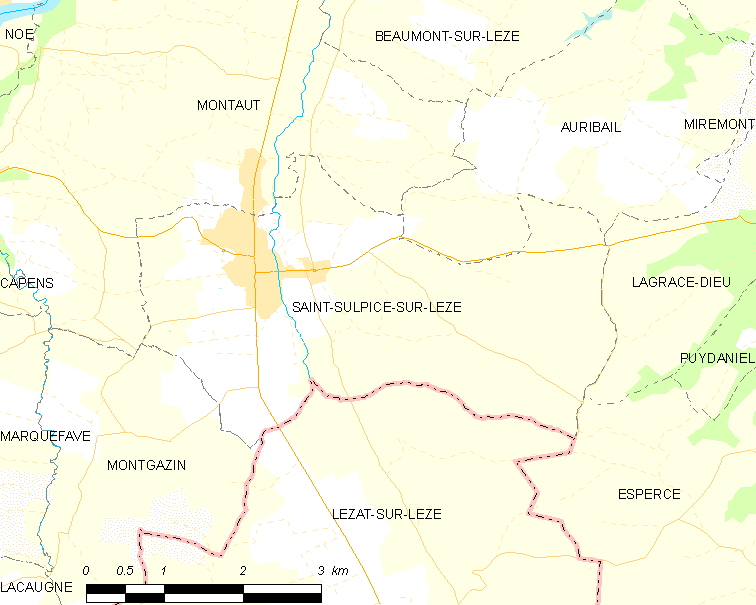
莱兹河畔圣叙尔皮斯的OSM定位图

莱兹河畔圣叙尔皮斯的时区为UTC+01:00、UTC+02:00（夏令时）。

## 行政
莱兹河畔圣叙尔皮斯的邮政编码为31410，INSEE市镇编码为31517。

## 政治
莱兹河畔圣叙尔皮斯所属的省级选区为欧特里沃县。

## 人口

1962-2008年间莱兹河畔圣叙尔皮斯人口变化图示

莱兹河畔圣叙尔皮斯于2022年1月1日时的人口数量为2288人。